# Top Dolla
Anthony Joseph Francis, meglio conosciuto come Top Dolla (Washington, 7 maggio 1990), è un wrestler ed ex giocatore di football americano statunitense sotto contratto con la Total Nonstop Action Wrestling.

## Carriera nel football americano
Al college del Maryland, Francis giocò nel ruolo di defensive tackle. Dopo non esser stato selezionato nel Draft 2013, firmò con i Miami Dolphins. Dal 2013 al 2018 fece parte anche di diverse squadre come i New England Patriots, i Tampa Bay Buccaneers e i Seattle Seahawks. L'ultima squadra in cui militò furono i New York Giants.

## Carriera nel wrestling

### WWE (2020–2021)

#### NXTeSmackDown(2020–2021)
Francis firmò con la WWE nel gennaio del 2020, venendo poi mandato al Performance Center per allenarsi.
Debuttò nella puntata di NXT dove aiutò Isaiah "Swerve" Scott a sconfiggere Leon Ruff in un falls count anywhere match, stabilendosi come heel. La settimana dopo, assunse il ring name Top Dolla e si unì all'Hit Row, la stable composta da Ashante "Thee" Adonis, B-Fab e Scott. Il debutto sul ring di Dolla avvenne nella puntata di NXT del 18 maggio quando lui e Adonis sconfissero Ariya Daivari e Tony Nese. Il 1º ottobre, per effetto del Draft, Dolla, insieme all'Hit Row, passò al roster di SmackDown. Il loro debutto nello show blu avvenne nella puntata del 22 ottobre quando Dolla e Scott sconfissero i jobber Daniel Williams e Dustin Lawyer.
Il 18 novembre venne licenziato, insieme a diversi altri colleghi.

### Ritorno in WWE (2022–2023)

#### Ritorno aSmackDown(2022–2023)
Dolla, Ashante Adonis e B-Fab tornarono in WWE nella puntata di SmackDown del 12 agosto 2022 dove Adonis e Dolla sconfissero i jobber Brendon Scott e Trevor Irvin. Nella puntata di SmackDown del 16 settembre Dolla e Adonis prese parte ad un Fatal 4-Way Tag Team match che comprendeva anche i Brawling Brutes (Butch e Ridge Holland), l'Imperium (Giovanni Vinci e Ludwig Kaiser) e il New Day (Kofi Kingston e Xavier Woods) per determinare gli sfidanti all'Undisputed WWE Tag Team Championship degli Usos ma il match venne vinto da Butch e Holland. Dopo aver prevalso sul Legado del Fantasma (Cruz Del Toro e Joaquin Wilde) e i Viking Raiders il 16 dicembre a SmackDown, la settimana dopo Adonis e Dolla affrontarono gli Usos per l'Undisputed WWE Tag Team Championship ma vennero sconfitti. Nella puntata di SmackDown del 20 gennaio Adonis e Dolla sconfissero i Los Lotharios (Angel e Humberto) nel primo turno del torneo per determinare i contendenti n°1 allo SmackDown Tag Team Championship degli Usos. La settimana dopo, però, Adonis e Dolla vennero eliminati da Braun Strowman e Ricochet nella semifinale. Nella puntata di SmackDown del 31 marzo partecipò all'annuale André the Giant Memorial Battle Royal ma venne eliminato.
Il 21 settembre venne licenziato dalla WWE, insieme a molti altri colleghi.

## Personaggio

### Mosse finali
- Fireman's carry takeover

## Titoli e riconoscimenti
- All Caribbean Wrestling
  - ACW Championship (1)[14]

- Sausage Castle Wrestling
  -  SCW Championship (2)[senza fonte]